# پل مایا
پل مایا (دانمارکی: Poul Mejer; ۲ نوامبر ۱۹۳۱ – ۹ ژانویهٔ ۲۰۰۰) بازیکن فوتبال اهل دانمارک بود.
از باشگاه‌هایی که در آن بازی کرده‌است می‌توان به باشگاه فوتبال وایله بلدکلوب اشاره کرد.